# 모지수
모지수(牟智洙, 1969년 6월 3일~)는 대한민국의 은퇴한 쇼트트랙 선수이자 현 쇼트트랙 감독이다. 단국대학교를 졸업했다. 1992년 동계 올림픽에서 같은 팀 동료인 김기훈, 이준호, 송재근과 함께 5,000m 계주에서 금메달을 땄다. 현재는 고양시청 쇼트트랙 팀 감독이며, 현역 은퇴 위기에 몰렸던 조해리를 다잡아 주었다.